# Oboronia jacksoni
Oboronia jacksoni är en fjärilsart som beskrevs av Henry Stempffer 1942. Oboronia jacksoni ingår i släktet Oboronia och familjen juvelvingar. Inga underarter finns listade i Catalogue of Life.